# Джакомо Форноні
Джакомо Форноні (італ. Giacomo Fornoni, 26 грудня 1939 — 26 вересня 2016) — італійський велогонщик.
Олімпійський чемпіон 1960 року в роздільній командній гонці.